# Johnny chien méchant

Johnny chien méchant est le cinquième roman d’Emmanuel Dongala publié en 2002 en France par Le Serpent à Plumes qu’il a pu écrire grâce au soutien de la Fondation John-Simon-Guggenheim. Son roman a pour thèmes principaux les enfants soldats, la guerre civile et l’espoir de fuir.
Le livre a été adapté au cinéma par  Jean-Stéphane Sauvaire en 2008, sous le titre de Johny Mad Dog.

## Résumé
L’histoire se passe  en 2002 au Congo, les personnages principaux, Johnny et Laokolé, sont deux adolescents à l’enfance abrégée qui est souvent comparée à celle des jeunes occidentaux. Ils vivent tous les deux au Congo, et pourtant tout les oppose. Johnny est un enfant soldat, il appartient à une milice menée par Giap et fait tout son possible pour piller, violer, tuer au maximum afin d’être lui-même un jour un chef de guerre. Il voit la guerre comme un jeu et abat naïvement quiconque croise son chemin.                                                                 
Face à lui il y a Laokolé, cette adolescente vit avec sa mère et son frère mais se doit de fuir face aux pillages annoncés par les chefs de guerres. Elle emmène donc sa mère (qu’elle porte dans une brouette car elle a les jambes fracturées) et son petit frère à travers la foule effrayée afin d’essayer de fuir et de rejoindre les ambassades et les ONG motivée par l’espoir d’un avenir meilleur grâce à ses bons résultats en cours.

### Monographie – étude
- Eloïze Brezault Johnny chien méchant d'Emmanuel Dongala, Bienne-Gollion/Paris, ACEL-Infolio éditions, collection Le cippe, 2012.